# Wyeomyia aningae
Wyeomyia aningae är en tvåvingeart som beskrevs av Motta och Lourenco-de-oliveira 2005. Wyeomyia aningae ingår i släktet Wyeomyia och familjen stickmyggor. Inga underarter finns listade i Catalogue of Life.